# Salomé (filla d'Herodes)
Salomé (en llatí Salome, en grec antic Σαλώμη) va ser la filla d'Herodes el Gran, que la va tenir amb la seva darrera dona, Elpis.
A la mort del seu pare va rebre diversos béns en herència i a més a més l'emperador August hi va afegir una considerable dot i la va casar amb un fill de Ferores, que era el germà d'Herodes el Gran.